# Витенборн
Витенборн (њем. Wittenborn) општина је у њемачкој савезној држави Шлезвиг-Холштајн. Једно је од 95 општинских средишта округа Зегеберг. Према процјени из 2010. у општини је живјело 827 становника. Посједује регионалну шифру (AGS) 1060101.

## Географски и демографски подаци
Витенборн се налази у савезној држави Шлезвиг-Холштајн у округу Зегеберг. Општина се налази на надморској висини од 38 метара. Површина општине износи 6,2 km². У самом мјесту је, према процјени из 2010. године, живјело 827 становника. Просјечна густина становништва износи 134 становника/km².